# Hot for Teacher
"Hot for Teacher" is een nummer van de Amerikaanse band Van Halen. Het nummer verscheen op hun album 1984 uit 1984. Op 27 oktober van dat jaar werd het uitgebracht als de vierde en laatste single van het album.

## Achtergrond
"Hot for Teacher" is geschreven door alle groepsleden en geproduceerd door Ted Templeman. Het is de laatste single die werd uitgebracht door de oorspronkelijke lineup van de band. Zanger David Lee Roth verliet de groep voorafgaand aan de opnamen van het volgende album, en toen hij in 2006 terugkeerde was basgitarist Michael Anthony vervangen door Wolfgang Van Halen, de zoon van gitarist Eddie Van Halen. Het nummer begint met een drumsolo van 30 seconden, gevolgd door een instrumentale sectie van 30 seconden, wat erg ongebruikelijk is voor een single. Een groot deel van de tekst wordt meer gesproken dan gezongen. De outro is afkomstig van een outtake van een nummer dat de band in hun vroege dagen live speelde, genaamd "Voodoo Queen".
"Hot for Teacher" werd de kleinste hit van het album 1984. In de Amerikaanse Billboard Hot 100 kwam het niet verder dan plaats 59, terwijl het verder alleen in Canada en Australië een hitnotering had. In de videoclip van het nummer worden de leden van de groep gespeeld door kinderen die in een klas zitten en kijken naar hun leraren, die in bikini voor de klas staan. Tijdens de clip zijn ook de bandleden zelf te zien die het nummer zingen en in rode pakken onder een discobol dansen.

## NPO Radio 2 Top 2000
Hot for Teacher stond alleen in 2020 in de NPO Radio 2 Top 2000, op plek 1713.